# Довгалева, Нелли Ибрагимовна
Нелли Ибрагимовна Довгалева (род. 15.08.1946, Тамбов, СССР) — певица (сопрано), народная артистка РСФСР (1986), заслуженная артистка РСФСР (1980).

## Биография
Дочь Героя Советского Союза Ибрагима Дубина. Училась на филологическом факультете Астраханского педагогического института. Впоследствии окончила Саратовскую консерваторию (класс пения А. А. Шевелевой).
С 1972 по 1993 год была ведущей солисткой Саратовского академического театра оперы и балета. С 1981 года выступает и в камерном репертуаре. Гастролировала в Чехословакии, Болгарии, Югославии, Германии, США и др. странах.
Создала около 50-и образов лирического и лирико-драматического плана: Наташа («Русалка»), Настасья («Чародейка»), Мария («Мазепа»), Лиза («Пиковая дама»), Аида в одноимённой опере Верди, Маргарита («Фауст»). Заметными ролями в творческой биографии Н. И. Довгалевой стали Настюха («Русские женщины» К. Молчанова), Катерина («Укрощение строптивой» В. Шебалина), Ярославна в опере А. Бородина «Князь Игорь»; Татьяна, Кума, Иоланта, Мария в операх П. Чайковского «Евгений Онегин», «Пиковая дама», «Иоланта»; Елизавета, Леонора в операх Дж. Верди «Дон Карлос», «Трубадур» и др.
Наряду с педагогической и исполнительской деятельностью занималась научно-методической работой, выступала на научно-практических конференциях, научных чтениях, проводила открытые уроки и мастер-классы.
В 2000—2005 гг. была членом научно-методического совета по вокальному образованию при Министерстве культуры РФ; членом жюри Всероссийского конкурса «Романсиада» (г. Москва, 1997—2004); членом жюри Всероссийских конкурсов им. М. Максаковой и В. Барсовой (г. Астрахань 2000—2002); председателем жюри IV открытого вокального конкурса на факультете искусств и художественного образования Педагогического института СГУ (г. Саратов, 2010); членом жюри «Конкурса конкурсов» Собиновского музыкального фестиваля (г. Саратов, 2007—2010).
Имеет диплом Высшей школы деятелей сценического искусства при Российской академии театрального искусства (ГИТИС, 1998). Стажировалась в разные годы у народной артистки СССР И. К. Архиповой, народной артистки СССР Г. П. Вишневской, профессора Московской консерватории Л. А. Никитиной.